# 外显子
外显子（英語：Exon）是真核生物基因的一部分，它在剪接后仍会被保存下来，并可在蛋白质生物合成过程中被表达为蛋白质。 而内含子则会在剪接过程中被除去。
所有的外显子一同组成了遗传信息，该信息会体现在蛋白质上。 
剪接方式并不是唯一的（参看替代剪接），所以外显子只能在成体mRNA中被看出。即使是使用生物信息学方法，要精确预测外显子的位置也是非常困难的。
真核生物的基因，其线性表达被内含子阻断，这就是所谓的断裂基因（split gene），该现象的发现者理察·羅伯茨(Richard J. Roberts)和菲利普·夏普(Phillip A. Sharp)获得了1993年诺贝尔生理学或医学奖。
在反式剪接中，不同mRNA的外显子可以被接合在一起。
一个外显子经常编码蛋白的一个蛋白质结构域。
基因组内所有的外显子构成了外显子组。